# Oranienburger Tor (stacja metra)
Oranienburger Tor – stacja metra w Berlinie na linii U6 w dzielnicy Mitte, w okręgu administracyjnym Mitte. Stacja została otwarta w 1923.